# Комратский район
Комра́тский райо́н (рум. Raionul Comrat) — административно-территориальная единица Молдавской ССР и Республики Молдова, существовавшая с 11 ноября 1940 года по 22 июля 1995 года.

## История
Как и большинство районов Молдавской ССР, образован 11 ноября 1940 года, центр — город Комрат. До 16 октября 1949 года находился в составе Бендерского уезда, после упразднения уездного деления перешёл в непосредственное республиканское подчинение.
С 31 января 1952 года по 15 июня 1953 года район входил в состав Кагульского округа, после упразднения окружного деления вновь перешёл в непосредственное республиканское подчинение.
9 января 1956 года в состав Комратского района переданы небольшие части ликвидируемых Баймаклийского и Бессарабского районов.
23 июля 1959 года к Комратскому району была присоединена часть территории упразднённого Бессарабского района.
25 декабря 1962 года Комратский район был ликвидирован, но через два года (23 декабря 1964 года) восстановлен, при этом в его состав включена часть территории бывшего Тараклийского района.
В 1991—1994 годах район номинально являлся частью Республики Молдова, но фактически находился на территории самопровозглашённой Республики Гагаузия.
В 1994 году Республика Гагаузия была возвращена в состав Молдавии на правах широкой автономии, а 22 июля 1995 года, в соответствии с Законом № 563-XIII, официально оформлена в качестве автономного территориального образования Гагаузия. Тогда же территория района с незначительными изменениями (в состав района переданы два села Бессарабского района (Авдарма и Чок-Майдан) и одна коммуна Тараклийского района (Светлый), в свою очередь из Комратского района переданы две коммуны (Кыету и Садык) в Кантемирский, два села (Кеселия Маре и Фрумушика) — в Кагульский и одно село (Бороганы) — в Леовский районы Молдавии) была передана в состав Гагаузии.

## Населённые пункты
До образования АТО Гагаузия в состав Комратского района входили:
- 1 город — Комрат (рум. Comrat);
- 9 сёл, не входящих в состав коммун;
- 9 сёл, входящих в состав 4 коммун.

| №  | Село (коммуна)    | Название села в русской транскрипции | Название села в румынской транскрипции | Традиционное название в Российской Империи и СССР |
| -- | ----------------- | ------------------------------------ | -------------------------------------- | ------------------------------------------------- |
| 1  | Авдарма           | Авдарма                              | Avdarma                                | Авдарма                                           |
| 2  | Бешалма           | Бешалма                              | Beşalma                                | Бешалма                                           |
| 3  | Борогань          | Борогань                             | Borogani                               | Бороганы                                          |
| 4  | Буджак            | Буджак                               | Bugeac                                 | Буджак                                            |
| 5  | Дезгинжа          | Дезгинжа                             | Dezghingea                             | Дезгинжа                                          |
| 6  | Кёселия Маре      | Кёселия Маре                         | Chioselia Mare                         | Большая Киселия                                   |
| 7  | Кёселия Маре      | Кёселия Русэ                         | Chioselia Rusă                         | Русская Киселия                                   |
| 8  | Кирсова           | Кирсова                              | Chirsova                               | Кирсово                                           |
| 9  | Кыету             | Кыету                                | Cîietu                                 | Кыету                                             |
| 10 | Кыету             | Димитрова                            | Dimitrova                              | Димитрово                                         |
| 11 | Конгаз            | Конгаз                               | Congaz                                 | Конгаз                                            |
| 12 | Верхний Конгазчик | Верхний Конгазчик                    | Congazcicul de Sus                     | Верхний Конгазчик                                 |
| 13 | Верхний Конгазчик | Нижний Конгазчик                     | Congazcicul de Jos                     | Нижний Конгазчик                                  |
| 14 | Верхний Конгазчик | Дудулешть                            | Duduleşti                              | Дудулешты                                         |
| 15 | Котовское         | Котовское                            | Cotovscoe                              | Котовское                                         |
| 16 | Садык             | Садык                                | Sadîc                                  | Садык                                             |
| 17 | Садык             | Тараклия                             | Taraclia                               | Тараклия                                          |
| 18 | Ферапонтьевка     | Ферапонтьевка                        | Ferapontievca                          | Ферапонтьевка                                     |
| 19 | Фрумушика         | Фрумушика                            | Frumușica                              | Фрумушика                                         |